# Hedycarya chrysophylla
Hedycarya chrysophylla är en tvåhjärtbladig växtart som beskrevs av Janet Russell Perkins. Hedycarya chrysophylla ingår i släktet Hedycarya och familjen Monimiaceae. Inga underarter finns listade i Catalogue of Life.